# Correspondências
Correspondências (Portugal, 1990) é um álbum de originais de José Mário Branco, publicado em 1990 pela UPAV, editora de música fundada pelo próprio.

## História
O álbum foi gravado entre Janeiro e Julho de 1989, no Angel Studio 2, em Lisboa.
Cada canção do álbum é dedicada a um remetente, por sugestão de Manuela de Freitas. Com excepção das faixas “Emigrantes da quarta dimensão (carta a J.C)” e “Zeca (carta a José Afonso)”, todas as outras canções não tiveram arranjos musicais de José Mário Branco, mas sim de outros músicos que participaram no álbum.
Recebeu em 1992 o Prémio José Afonso.

## Alinhamento
Este álbum tem o seguinte alinhamento: 
Lado 1
| N.º            | Título                                        | Compositor(es)    | Letra              | Duração |  |
| 1.             | "Dairinhas (carta a Daniel Filipe)"           | José Mário Branco | José Mário Branco  | 4:31    |  |
| 2.             | "Emigrantes da quarta dimensão (carta a J.C)" | José Mário Branco | José Mário Branco  | 3:37    |  |
| 3.             | "Diminuendos (carta ao Senhor Silva)"         | José Mário Branco | Manuela de Freitas | 3:03    |  |
| 4.             | "Zeca (carta a José Afonso)"                  | José Mário Branco | José Mário Branco  | 3:53    |  |
| 5.             | "Shalom Palestina (carta a Hannah Arendt)"    | José Mário Branco | José Mário Branco  | 5:37    |  |
| Duração total: | Duração total:                                | Duração total:    | Duração total:     | 0:17:81 |  |

Lado 2
| N.º            | Título                                        | Compositor(es)    | Letra                                  | Duração |  |
| 1.             | "Sentido único (carta a Chico Buarque)"       | José Mário Branco | José Mário Branco                      | 6:13    |  |
| 2.             | "Quando eu for grande (carta aos meus netos)" | José Mário Branco | José Mário Branco e Manuela de Freitas | 5:19    |  |
| 3.             | "Cada dia são cem (carta ao remetente)"       | José Mário Branco | José Mário Branco                      | 5:09    |  |
| 4.             | "1990 (carta a Anton Tchekhov)"               | José Mário Branco | Mário Jorge Bonito                     | 3:01    |  |
| Duração total: | Duração total:                                | Duração total:    | Duração total:                         | 0:16:42 |  |